# 취병

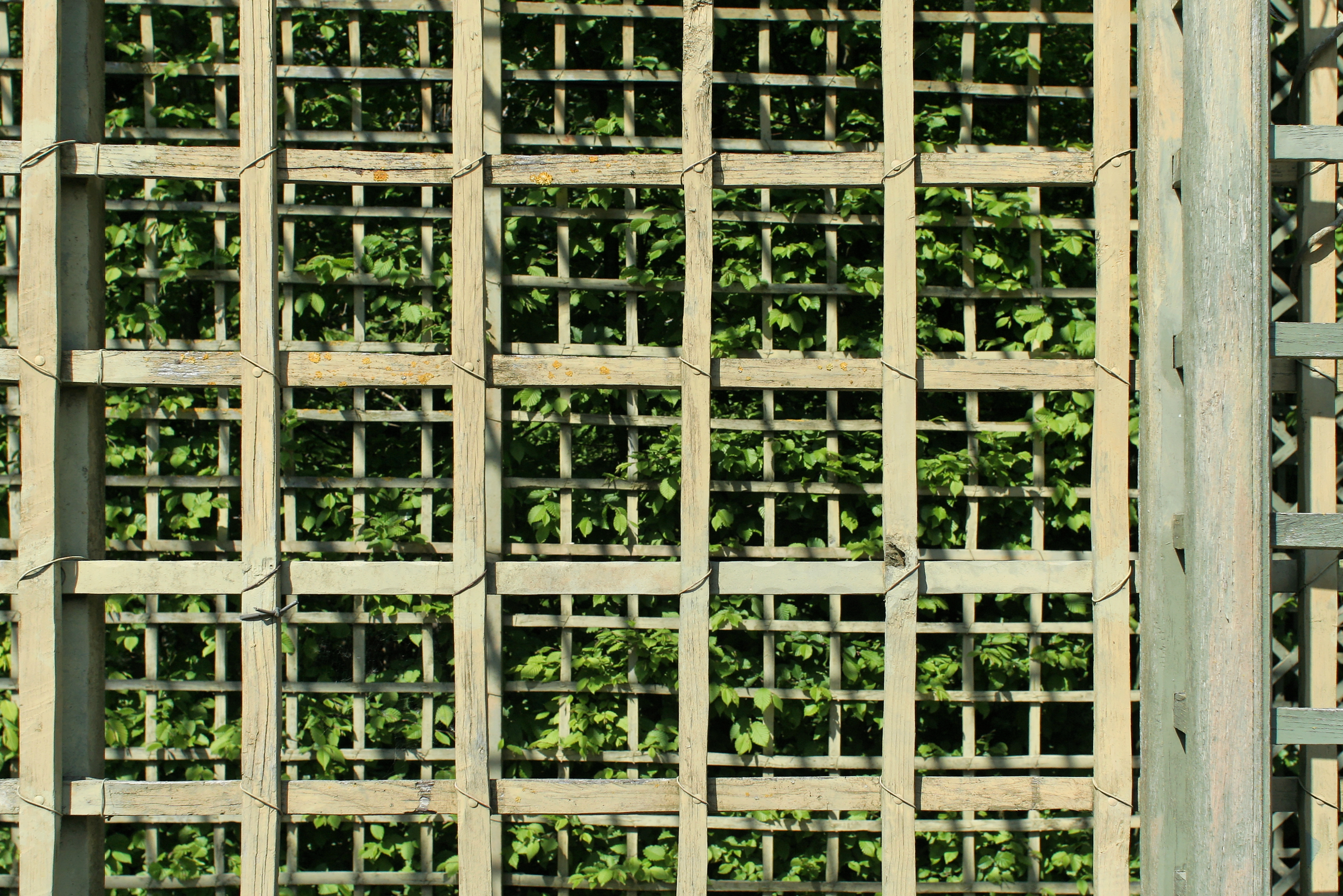

취병은 한국의 전통적인 궁궐 내부의 생울타리로 된 담장으로 시누대를 시렁이로 엮어 낮게 둘러싸고 그 안에 키 작은 나무나 덩굴식물을 심어 자라게 하여 여름에는 녹색의 담으로 겨울에는 대나무 담으로 사용되었다. 서양에서는 장미넝쿨로 만든 꽃담을 트렐리스라고 부른다.
창덕궁관리소는 취병의 전통을 되살려 부용정과 규장각 사이의 꽃계단에 동궐도의 그림대로 취병을 설치했다.